# Bajo Guadalentín
Die Comarca Bajo Guadalentín ist eine der zwölf Comarcas in der autonomen Gemeinschaft Murcia. Die Comarca ist überwiegend landwirtschaftlicher geprägt. Der Name der Comarca stammt vom Rio Guadalentín, der das Verwaltungsgebiet durchfließt.
Die im Süden gelegene Comarca umfasst 5 Gemeinden auf einer Fläche von 1.025,59 km².

## Gemeinden

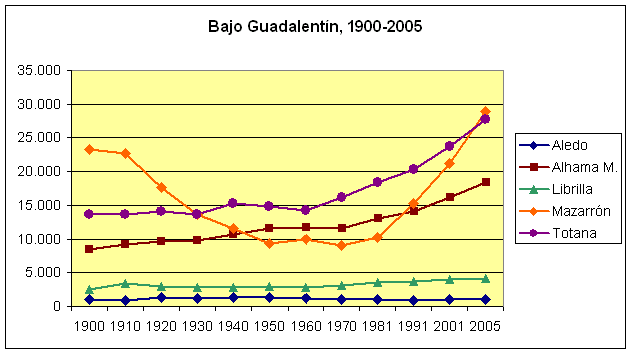
Bevölkerungsentwicklung von 1900 bis 2005

| Gemeinde                 | Einwohner (2024) | Fläche km² | Dichte Einw./km² | Cod INE | Postleitzahl |
| ------------------------ | ---------------- | ---------- | ---------------- | ------- | ------------ |
| Aledo                    | 1.108            | 49,74      | 22               | 30006   | 30859        |
| Alhama de Murcia         | 23.578           | 311,55     | 76               | 30008   | 30840        |
| Librilla                 | 5.777            | 56,50      | 102              | 30023   | 30892        |
| Mazarrón                 | 35.099           | 318,87     | 110              | 30026   | 30870        |
| Totana                   | 33.663           | 288,93     | 117              | 30039   | 30850        |
| Comarca Bajo Guadalentín | 99.225           | 1.025,59   | 97               | –       | –            |

1. ↑  Instituto Nacional de Estadística Municipal Register of Spain